# Sinodorcadion subspinicolle
Sinodorcadion subspinicolle är en skalbaggsart som beskrevs av Stefan von Breuning 1959. Sinodorcadion subspinicolle ingår i släktet Sinodorcadion och familjen långhorningar. Inga underarter finns listade i Catalogue of Life.